# Плимут-Банджул Челъндж
Плимут-Банджул Челъндж (на английски: Plymouth-Banjul Challenge) е ежегодно автомобилно рали от категория рали рейд с благотворителна цел. Маршрутът му прекосява Европа и Африка. За първи път е проведено през декември 2002 г. под името Плимут-Дакар Челъндж, а сегашното му име и маршрут са въведени през 2005 г.

## Маршрут
Ралито започва в Плимут, Англия и завършва в Банджул - столицата на Гамбия, като по пътя си състезателите минават през Франция и Испания до Гибралтар, а от там - през Мароко, Западна Сахара, Мавритания и Сенегал. От 2005 г. някои от колите продължават до Бамако, Мали. Маршрутът грубо следва този на Рали Дакар.
Продължителността на ралито е 22 дена. След като финишират, колите се даряват или продават на търг, а парите отиват за благотворителност.

## Правила
- Стойността на автомобилите трябва да бъде около 100 британски лири.
- Цената за оборудването на колите не трябва да надвишава 15 £.
- След старта състезателите трябва да се оправят сами.
- След финиша колите се даряват или продават на благотворителен търг.
- Автомобилите трябва да са с ляв волан (съгласно закона в Гамбия).